# Кубок Швейцарії з футболу 1927—1928

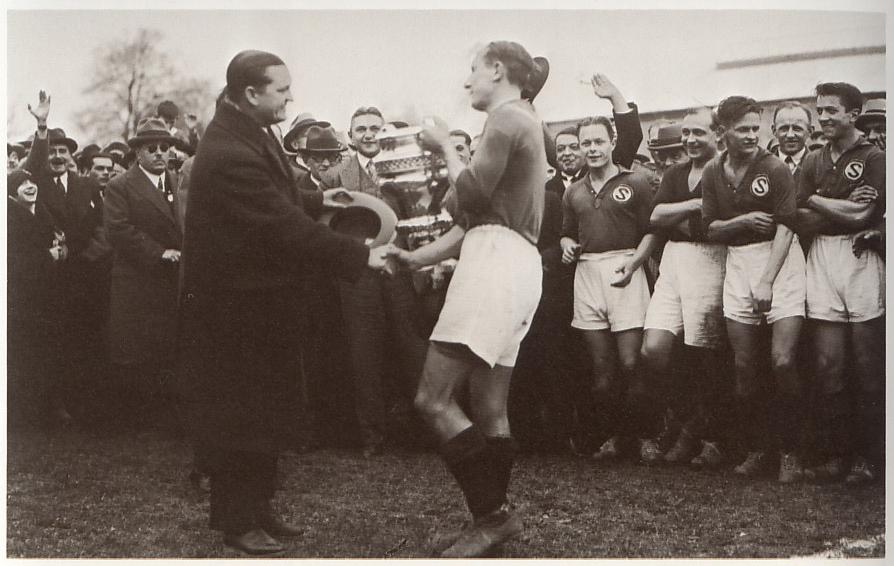
«Серветт» — володар кубка 1927—1928

Третій розіграш Кубка Швейцарії з футболу. Переможцем вперше став клуб «Серветт».

## Попередній раунд
| Команда 1        | Рахунок | Команда 2 |
| ---------------- | ------- | --------- |
| 04.09.1927       |         |           |
| Конкордія Базель | 7:3     | Веве      |
| Горґен           | 0:6     | К'яссо    |
| Базілія          | 0:1     | Луганезі  |
| Івердон Спорт    | 2:5     | Ксамакс   |

## 1/32 фіналу
| Команда 1               | Рахунок | Команда 2                |
| ----------------------- | ------- | ------------------------ |
| 02.10.1927              |         |                          |
| Аарау                   | 5:2     | Лозанна                  |
| Базель                  | 0:1     | Янг Фелловз Цюрих        |
| Берн                    | 13:10   | Біберіст                 |
| Біль-Б'єнн              | 1:3     | Серветт Женева           |
| Біршвельден             | 4:0     | Ла-Неввіль               |
| Блю Старз Цюрих         | 5:4     | Лугано                   |
| Брюль Санкт-Галлен      | 6:2     | Зеєбах                   |
| Бюлах                   | 4:2     | Лангенталь               |
| К'яссо                  | 6:0     | Геніґґ                   |
| Конкордія Базель        | 12:00   | Беллінцона               |
| Конкордія Ювена Івердон | 1:2     | Мінерва Берн             |
| Кюве-Спортс             | 1:2     | Вікторія Берн            |
| Фройнфельд              | 1:2     | Вінтертгюрер Шпортверайн |
| Фрібур                  | 3:2     | КАА Женева               |
| Грассгоппер             | 17:0    | Арбон                    |
| Гренхен                 | 3:1     | Уранія Женева Спорт      |
| Лісталь                 | 5:1     | Тесс                     |
| Луганезі                | 2:3     | Люцерн                   |
| Мадреш                  | 5:0     | Форвард Морґес           |
| Монте                   | 1:2     | Етуаль Каруж             |
| Ольтен                  | 2:0     | Ксамакс                  |
| Расінг Лозанна          | 2:3     | Ла Шо-де-Фон             |
| Реконвілер              | 0:5     | Зегрінгія Берн           |
| Ред Стар Цюрих          | 1:4     | Олд Бойз                 |
| Сьйон                   | 0:9     | Блек Старз (Базель)      |
| Спарта Шафгаузен        | 4:1     | Адлішвіль                |
| Стад Лозанна            | 2:1     | Рененз                   |
| Стад Ньйон              | 0:4     | Золотурн                 |
| Вельтгайм               | 0:3     | Санкт-Галлен             |
| Вінтертур               | 6:0     | Баден                    |
| Янг Бойз                | 9:1     | Етуаль Ла Шо-де-Фон      |
| Цюрих                   | 3:2     | Нордштерн Базель         |

## 1/16 фіналу
| Команда 1          | Рахунок | Команда 2                |
| ------------------ | ------- | ------------------------ |
| 06.11.1927         |         |                          |
| Вікторія Берн      | 2:0     | Блек Старз (Базель)      |
| 13.11.1927         |         |                          |
| Берн               | 9:1     | Зегрінгія Берн           |
| Біршвельден        | 1:2     | Санкт-Галлен             |
| Брюль Санкт-Галлен | 1:2     | Лісталь                  |
| К'яссо             | 5:1     | Блю Старз Цюрих          |
| Конкордія Базель   | 0:2     | Янг Фелловз Цюрих        |
| Етуаль Каруж       | 3:1     | Ольтен                   |
| Фрібур             | 1:3     | Аарау                    |
| Грассгоппер Цюрих  | 12:10   | Бюлах                    |
| Ла Шо-де-Фон       | 3:2     | Золотурн                 |
| Мінерва Берн       | 5:3     | Гренхен                  |
| Олд Бойз           | 2:1     | Вінтертгюрер Шпортверайн |
| Серветт Женева     | 5:2     | Мадреш                   |
| Спарта Шафгаузен   | 1:4     | Люцерн                   |
| Вінтертур          | 1:3     | Цюрих                    |
| Янг Бойз           | 12:20   | Стад Лозанна             |

## 1/8 фіналу
| Команда 1         | Рахунок     | Команда 2         |
| ----------------- | ----------- | ----------------- |
| 04.12.1927        |             |                   |
| Аарау             | 1:0         | Янг Бойз          |
| Берн              | 0:4         | Серветт Женева    |
| Грассгоппер Цюрих | 9:0         | К'яссо            |
| Ла Шо-де-Фон      | 7:0         | Вікторія Берн     |
| Люцерн            | 1:2         | Санкт-Галлен      |
| Мінерва Берн      | 0:4         | Етуаль Каруж      |
| Цюрих             | 1:4         | Янг Фелловз Цюрих |
| Лісталь           | 2:2 (д.ч)   | Олд Бойз          |
| 14.12.1927        |             |                   |
| Олд Бойз          | 3:0 (техн.) | Лісталь           |

## Чвертьфінали
| Команда 1    | Рахунок | Команда 2         |
| ------------ | ------- | ----------------- |
| 5.02.1928    |         |                   |
| Етуаль Каруж | 1:3     | Янг Фелловз Цюрих |
| Ла Шо-де-Фон | 1:0     | Аарау             |
| Олд Бойз     | 0:7     | Грассгоппер Цюрих |
| Санкт-Галлен | 1:3     | Серветт Женева    |

## Півфінали
| Команда 1         | Рахунок | Команда 2         |
| ----------------- | ------- | ----------------- |
| 4.03.1928         |         |                   |
| Грассгоппер Цюрих | 3:1     | Янг Фелловз Цюрих |
| Ла Шо-де-Фон      | 1:2     | Серветт Женева    |

| 4 березня |

| «Ла Шо-де-Фон»   | 1:2 | «Серветт»                |
| ---------------- | --- | ------------------------ |
| 79' (пен.) Медер |     | 65' Єггі IV 70' Пасселло |

| «Парк де Спорт», Ла Шо-де-Фон Глядачів: 2'800 Арбітр: Альфред Шпенглер (Ольтен) |

- Ла Шо-де-Фон: Шодат, Медер, Моше, Гаушеєр, Дапп, Жоерін, Гійо, Чопп, Гельд, Оттоліні, Грімм
- Серветт: Бергер, Вальтер Єггі III, Був'є, Бейнер, Піхлер, Бальтенсбергер, Люти, Віллі Єггі IV, Пасселло, Шабанель, Баї.

| 4 березня |

| Грассгоппер                                      | 3:1 | «Янг Фелловз Цюрих» |
| ------------------------------------------------ | --- | ------------------- |
| 9' (аг.) Гааг 72' Франкенфельд 75' Макс Абегглен |     | 55' (аг.) Паше      |

| «Гардтурм», Цюрих Глядачів: 9000 Арбітр: Рене Мерсе (Лозанна) |

- Грассгоппер: Паше, В. Вайлер, Де Век, де Лаваллаз, Нойєншвандер, Регамей, Чиррен, Лохер, М. Вайлер, Макс Абегглен, Франкенфельд.
- Янг Фелловз: Седлачек, Жан Гааг, Губелі, Маццокко, Дьюркович, Вінтч, Мунтвилер, Дібольд, Бредле, Вінклер, Гехлер.

## Фінал
Фінальний матч був зіграний 25 березня 1928 на стадіоні «Стад-де-Шарміль» у Женеві.
| Команда 1      | Рахунок | Команда 2         |
| -------------- | ------- | ----------------- |
| Серветт Женева | 5:1     | Грассгоппер Цюрих |

| 25 березня |

| «Серветт»                                | 5:1 | Грассгоппер        |
| ---------------------------------------- | --- | ------------------ |
| 11' 36' Єггі IV 44' 85' Пасселло 50' Баї |     | 15' Макс Абегглен] |

| Стад-де-Шарміль, Женева Глядачів: 12000 Арбітр: Пауль Руфф (Берн) |

- Серветт: Альфред Бергер, Вальтер Єггі III, Шарль Був'є, Луї Ріхард, Курт Піхлер, Макс Бальтенсбергер, Карл Люти, Віллі Єггі IV, Раймон Пасселло, Кікі Турлінг, Едмонд Баї. Тренер: Тедді Дакворт

- Грассгоппер:Шарль Паше, Вальтер Вайлер II, Едмонд Де Век, Поль де Лаваллаз, Макс Нойєншвандер, Шарль Регамей, Гастон Чиррен, Лохер, Макс Вайлер, Макс Абегглен, Еріх Франкенфельд. Тренер: Ізідор Кюршнер

## Склад переможця
| «Серветт» |
| Воротар: Альфред Бергер (6). Захисники: Вальтер Єггі III (6), Шарль Був'є (6). Півзахисники: Курт Піхлер (6), Макс Бальтенсбергер (6), Август Гезер (4), Луї Ріхард (1), Жорж Бейнер (1). Нападники: Едмонд Баї (6,3), Карл Люти (6,2) Віллі Єггі IV (6,8), Раймон Пасселло (4,5) Кікі Турлінг (4,1), Жорж Шабанель (3,1), Шарль Келлермюллер (1). Тренер: Тедді Дакворт |